# Gay
Gay je člověk (konkrétně muž), kterého přitahují muži. Používá se také pro označení této vlastnosti. Původem anglické slovo se ujalo v mnoha evropských i mimoevropských jazycích. V češtině se používá jako podstatné nebo přídavné jméno a obvykle nezahrnuje lesby, ženy které přitahují ženy. Termín gay se nyní běžně užívá místo staršího výrazu homosexuál/ní, který je nevyhovující kvůli klinické minulosti a zaměření na sex. Nedoporučuje se proto ani autorům odborných textů, ani novinářům.
Historie pojmu gay úzce souvisí s historií gay a lesbického hnutí. Někdy je proto kritizováno jeho zpětné užití i pro označení historických osob s homosexuální orientací a některými autory je považováno za relevantní jen od doby vzniku tohoto hnutí v 60. letech 20. století.

## Gay v angličtině
Přídavné jméno gay pochází z angličtiny. Původně mělo významy jako „radostný, bezstarostný, veselý, pestrý“. Ve 20. století se však začalo sexualizovat (např. gay cat jako mladý muž, který má rád večírky). V téže době rostla potřeba po eufemismech pro homosexuály ve společnosti; v Británii se mluvilo třeba o „sportovních“ dívkách a „umělecky založených“ chlapcích („sporty“ girls, „artistic“ boys). Od poloviny 20. století se, zprvu v USA, začalo užívat pro homosexuální lidi, obzvlášť pro muže a tento význam brzy převládl. Polarizovalo se také kontrastní slovo straight, jehož tradiční konotace serióznosti a konvenčnosti se v téže době rozšířily o heterosexualitu.
60. léta byla dobou občanské angažovanosti, boje za lidská práva a práva menšin. V návaznosti na stonewallské nepokoje v roce 1969 založili aktivisté motivovaní snahou skoncovat s tíživým skrýváním vlastní odlišnosti LGBT hnutí. Identifikovali se se slovem gay a přijímali ho jako označení pro „svéráznou pozitivní kulturu“. Jako název své první organizace zvolili Gay Liberation Front.
Termín homosexualita tehdejšímu hnutí nevyhovovalo. Jednak se v té době jednalo o oficiální psychiatrickou diagnózu, čímž medicína svazovala „homosexuála“ se zvráceností. Další problém popsal filozof Michel Foucault tak, že již se vznikem této nové sexuální kategorie se na člověka-homosexuála hledělo, jako by byl „úplně prostoupen sexualitou“, jako by byla jeho kvintesencí.
Zato termín gay je podle britského historika sexuality Jeffreye Weekse „sebeoznačením těch, kteří se vypořádali se svou homosexuální orientací a nebojí se ji vystavit na odiv světu.“ A Michel Foucault přikládal slovu velký význam jako výrazu „boje o nové vědomí, nezávislou identitu a společenské uznání.”
Na počátku 21. století dosáhlo LGBT hnutí v západním světě značné části svých politických a společenských cílů, a spolu s tím bylo dosaženo i změny jazykového úzu – většina novin má dnes preferenci slova gay za samozřejmou, zcela v souladu se stylistickými doporučeními samotných LGBT organizací.
Další stylistický posun představuje tendence užívat v angličtině slova gay, bisexual apod. spíše jako přídavná než jako podstatná jména. Zdůrazňuje se tím, že člověk není výhradně gayem, ale že to je jen jeden z aspektů jeho života. (Obdobně jako „lidé bez domova“ vs. „bezdomovci“, kde podstatné jméno vybízí ke stigmatizaci a házení do jednoho pytle.)
A konečně dalším posunem v anglické LGBT terminologii je prosazování slova queer (původně „divný, výstřední, pofidérní“) jako širokého inkluzivního termínu zastřešujícího všechny netradiční formy sexuality.

## Gay v českém jazyce
V českém jazyce se slovo gay objevuje v průběhu 90. let 20. století v souvislosti s opožděnou emancipací gayů a leseb a rozvojem hnutí za jejich práva. Většinou se užívá jen pro muže, zatímco pro ženu se používá termín lesba, příp. lesbička nebo lesbická žena (sousloví gay muž bývá užíváno méně).
Odklon od medicínského diskurzu probíhal v Česku nejprve povlovně. Až v roce 2000 se SOHO (Sdružení organizací homosexuálních občanů v ČR) „do nového tisíciletí“ přejmenovalo na Gay iniciativu v ČR. Jeho zakladatel Jiří Hromada se zmiňuje o nutnosti změnit název, „ve kterém je stále obsaženo slovo homosexuálních, které už neodpovídá moderní identifikaci a názvosloví“.
Pokud jde o lingvistickou kodifikaci, zatím zařazením hesla gay do Slovníku neologizmů. Nedoporučuje se proto ani autorům odborných textů, ani novinářům.
LGBT hnutí si zatím neprosadilo fonetický český přepis gej, na rozdíl třeba od slovenštiny a polštiny, a v češtině se tak, stejně jako třeba ve španělštině, užívá spíše původní anglický pravopis.
Čeština je živelně flexivní jazyk, a stejně jako jiná přejatá slova (googlovat aj.) slovo gay jako podstatné jméno patřičně skloňuje (genitiv: gaye, plurál nominativ: gayové). Naopak nesklonné výrazy se ujímají pomaleji, jak je tomu i u přídavného jména gay. Časté jsou výrazy gay a lesbická liga, gay sport, gay bar, gay komunita apod., ale například sousloví gay muž se užívá méně.
Objevují se jisté pokusy o počeštění pravopisu spojené se skloňováním přídavného jména, zejména ve formě přídavného jména gejský.

## Alternativy
Existují zastaralá synonyma. Ve starší češtině existoval výraz samcoložník. Objevily se pokusy hovořit spíše o homoerotickém zaměření, poněvadž „zahrnuje i citovou stránku sexuální orientace“.
Pro slovo gay existuje v češtině celá řada hanlivých synonym; Šmírbuch jazyka českého Patrika Ouředníka uvádí pod heslem „homosexuál“ třiaosmdesát synonym. Podle Martina C. Putny by přijetí takových slov za vlastní bylo znakem „‚dozrání‘, sebevědomí příslušné komunity“, podobně jako původně hanlivé anglické slovo queer.
O vhodnosti dalších možných termínů v současnosti se vedou diskuze.
Nejčastěji se v rámci samotné komunity, kromě samotného gay, používá slovo teplý. Žáčková uvádí, že se do češtiny dostalo z němčiny. (Staroněmecké „schwuchteln“ prý vyjadřovalo poskakování nebo rozpustilé dovádění a začalo se používat jako posměšné pojmenování „podivně se chovajících mužů“.) Slovo má určité pozitivní konotace a lingvistickou flexibilitu, ačkoli na škodu je živý původní význam. V komunitě bylo použito ke slovním hříčkám, viz např. Logos, teplé společenství křesťanů v Brně nebo Teplé jaro nebo v názvu sekce teploměr festivalu Mezipatra a mnoho dalších.